# قبر أكبر

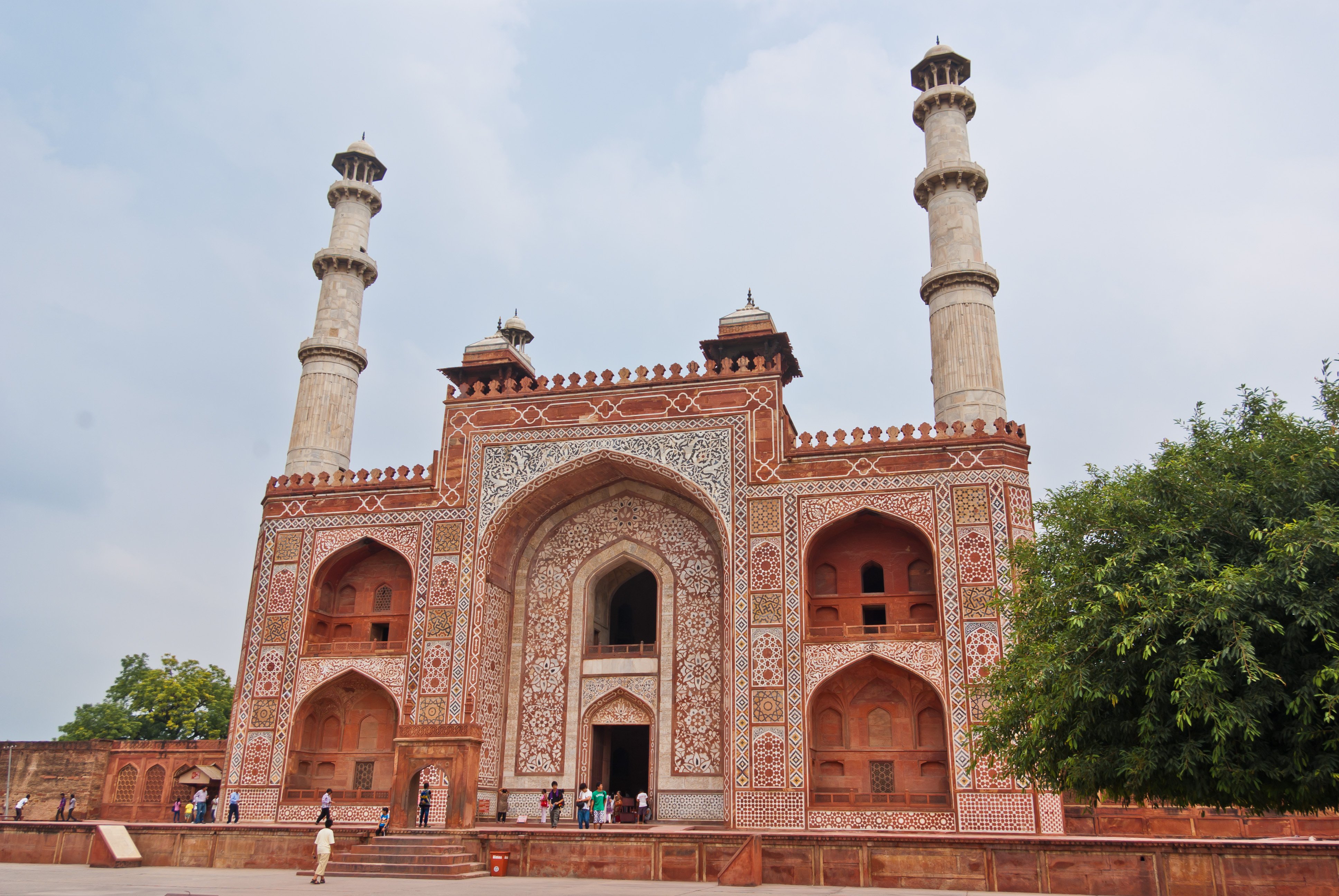
قبر أكبر من المدخل الخارجي من الطريق ، بني لتقليد بولاند دروزة في فاتحبور سيكري ، المدينة التي أسسها أكبر

قبر أكبر هو قبر الإمبراطور المغولي أكبر. تم بناؤه في 1605-1613 من قبل ابنه جهانجير، ويقع على مساحة 119 فدانًا من الأراضي في سيكاندرا، أحد فروع أجرا، أوتار براديش، الهند.

## تاريخ الأثر

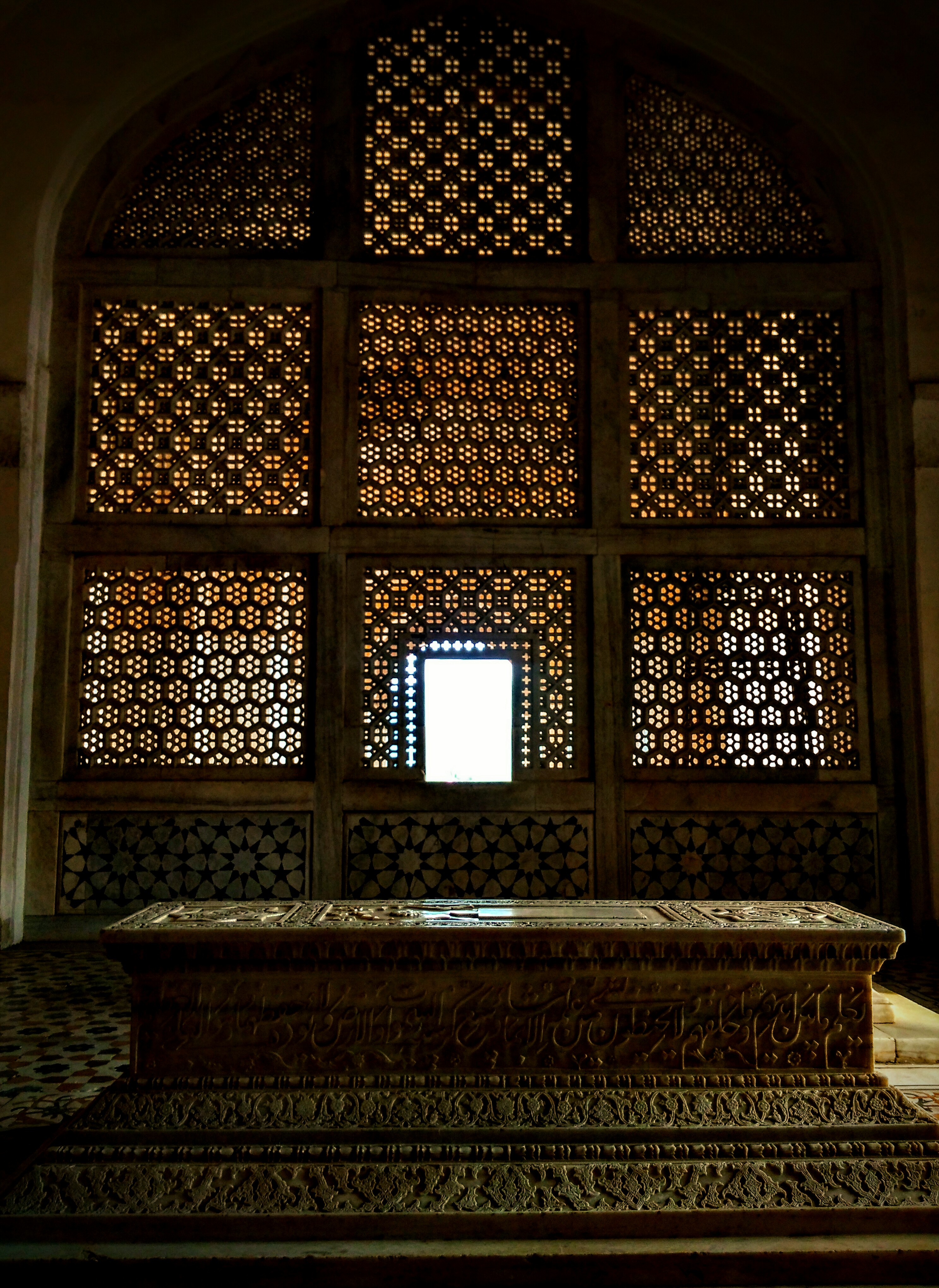
أكبر أو ما يعرف بالنصب التذكاري داخل الضريح ، القبر الحقيقي حسب التقاليد يقع تحته.

قام أكبر بتخطيط القبر واختيار موقع مناسب له. بعد وفاته، أكمل جهانجير ابن أكبر البناء في 1605-1613. كلف بناؤه 1500000 روبية واستغرق بناؤه 3 أو 4 سنوات.
في عهد أورنجزيب، تمرد جات تحت قيادة رجا رام جات. تعرضت هيبة المغول لضربة عندما نهب جات قبر أكبر ونهب الذهب والمجوهرات والفضة والسجاد. وبحسب إحدى الروايات، فُتح القبر وأحرقت عظام الملك الراحل.
، أدار جورج كرزون إصلاحات واسعة النطاق وترميم ضريح أكبروذلك بصفته نائب الملك في الهند، والتي اكتملت في عام 1905. وناقش كرزون ترميم الضريح والمباني التاريخية الأخرى في أغرا فيما يتعلق بمرور قانون الحفاظ على الآثار القديمة في عام 1904، عندما ووصف المشروع بأنه «تقدمة تقديس للماضي وهدية جمال مسترد للمستقبل». قد يكون مشروع الحفظ هذا قد أعاق تبجيل الضريح من قبل الحجاج والأشخاص الذين يعيشون في الجوار .

## موقع القبر
تقع في سيكاندرا، في ضواحي أغرا، على طريق ماثورا ، على بعد 8 كيلومترات من الغرب إلى الشمال الغربي من وسط المدينة. على بعد حوالي كيلومتر واحد من القبر، تقع مقبرة لمريم أوز زماني، زوجة الإمبراطور المغولي أكبر وأم جهانجير.

## التصميم المعماري للقبر

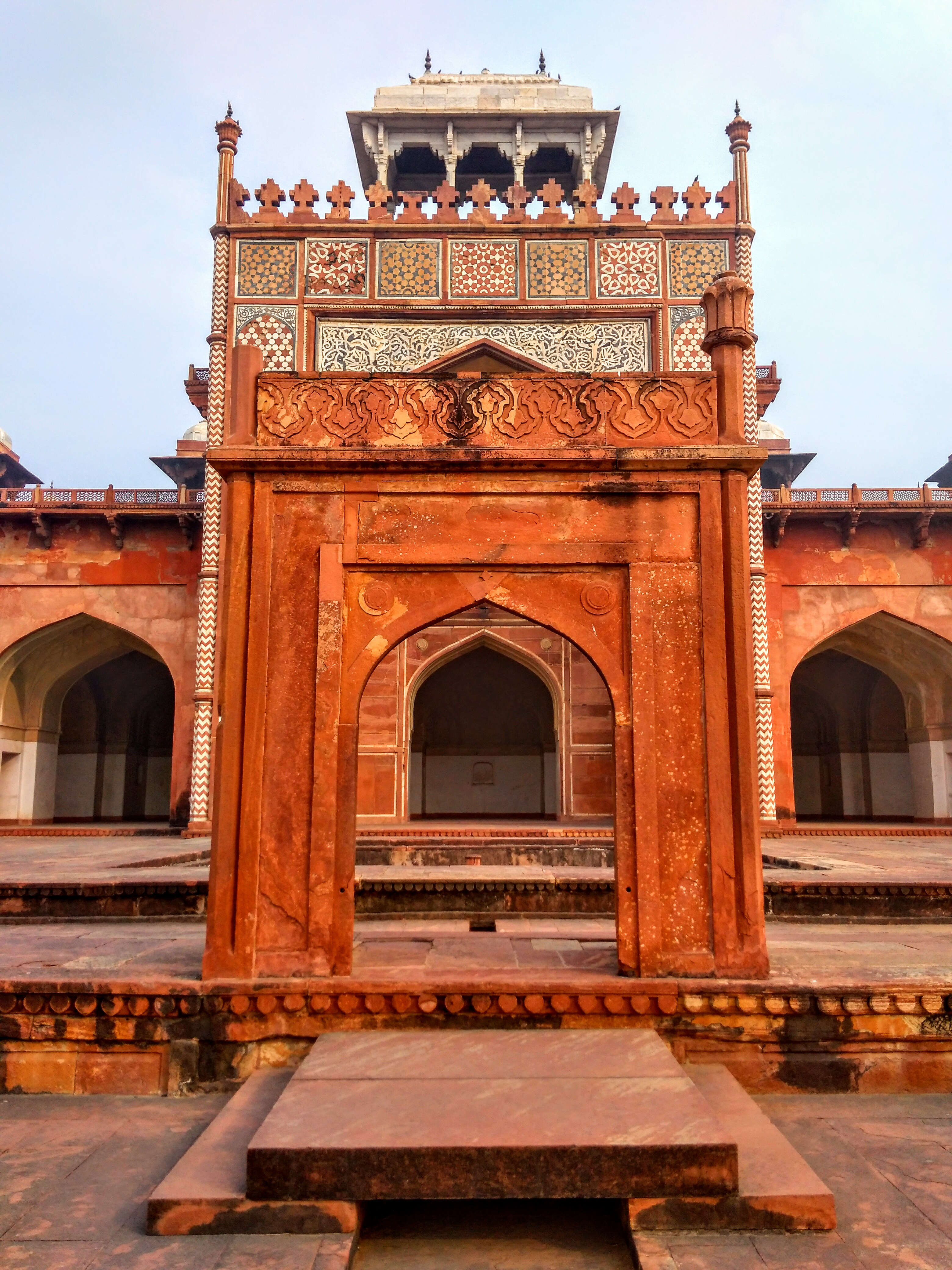
جانب من قبر أكبر

البوابة الجنوبية هي الأكبر، وتحتوي على أربع مآذن من الرخام الأبيض تعلوها مآذن تشبه ( عصور ما قبل التاريخ) تلك الموجودة في تاج محل، وهي نقطة الدخول العادية إلى القبر. القبر نفسه محاط بسور مسور بمساحة 105 م 2. مبنى المقبرة عبارة عن هرم من أربع طبقات، يعلوه جناح رخامي يحتوي على القبر المزيف. القبر الحقيقي، كما هو الحال في الأضرحة الأخرى، هو في الطابق السفلي. شيدت المباني بشكل أساسي من الحجر الرملي الأحمر الغامق المخصب بميزات من الرخام الأبيض. تزين القبر وحجرة الحراسة الرئيسية ألواح مطعمة مزخرفة ولوح أسود. تصميمات الألواح هندسية ونباتية وخطية، وهي تصور مسبقًا التصاميم الأكثر تعقيدًا ودقة التي تم دمجها لاحقًا في مقبرة إتماد-أوددولة.

## التفاصيل المعمارية

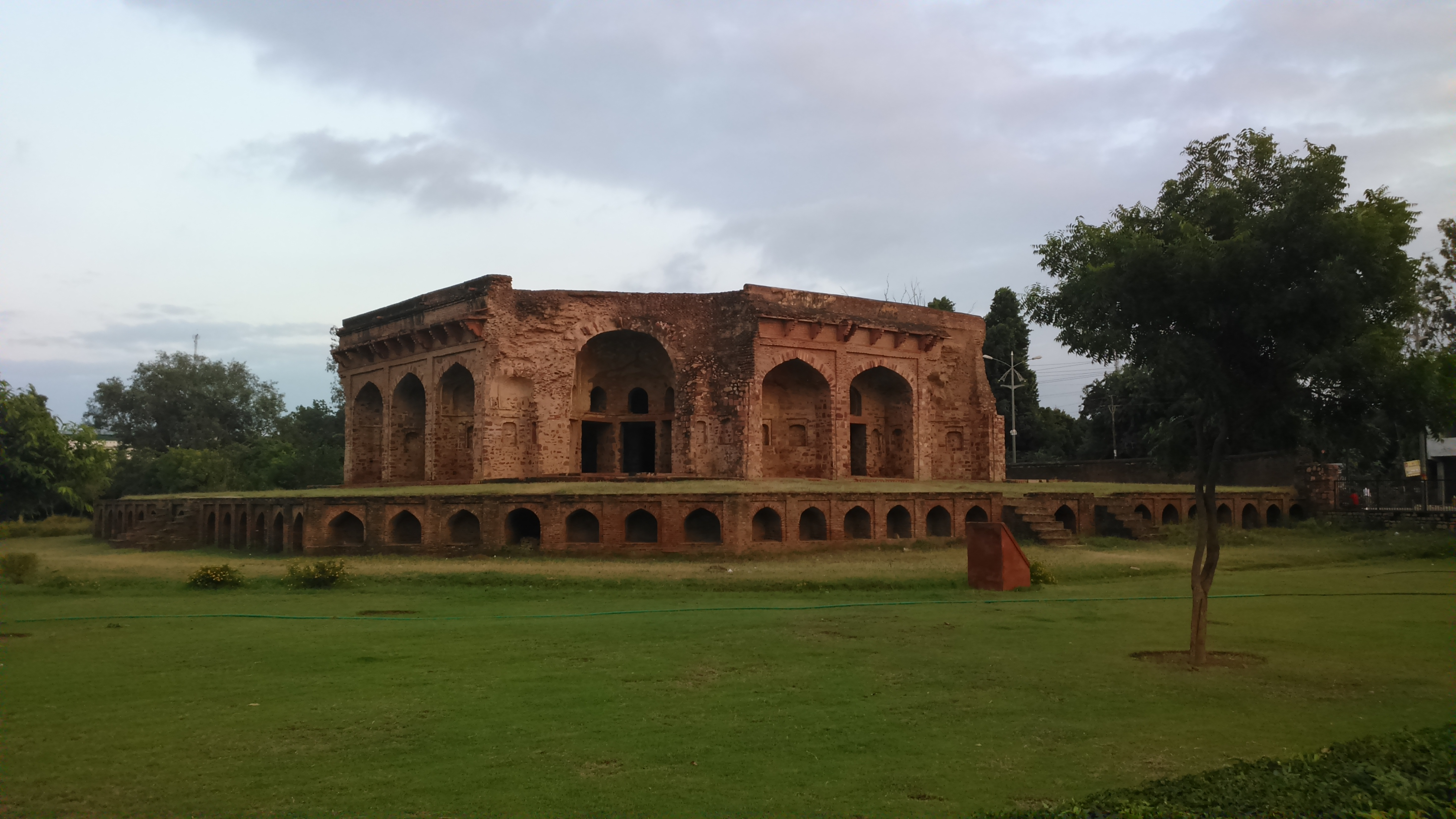
قبر لودي غير معروف في مجمع ضريح أكبر
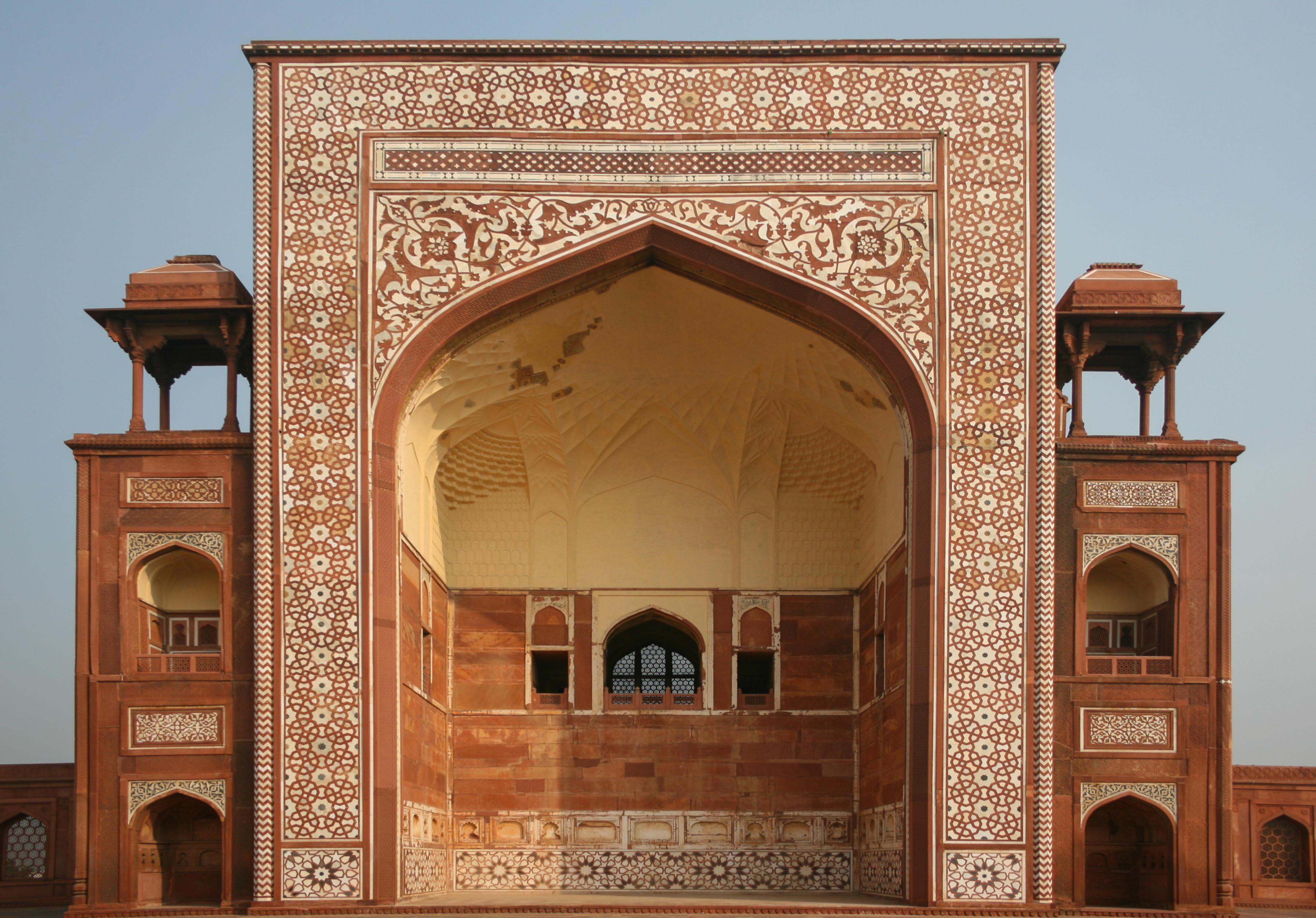
الخزنة الاسطوانية
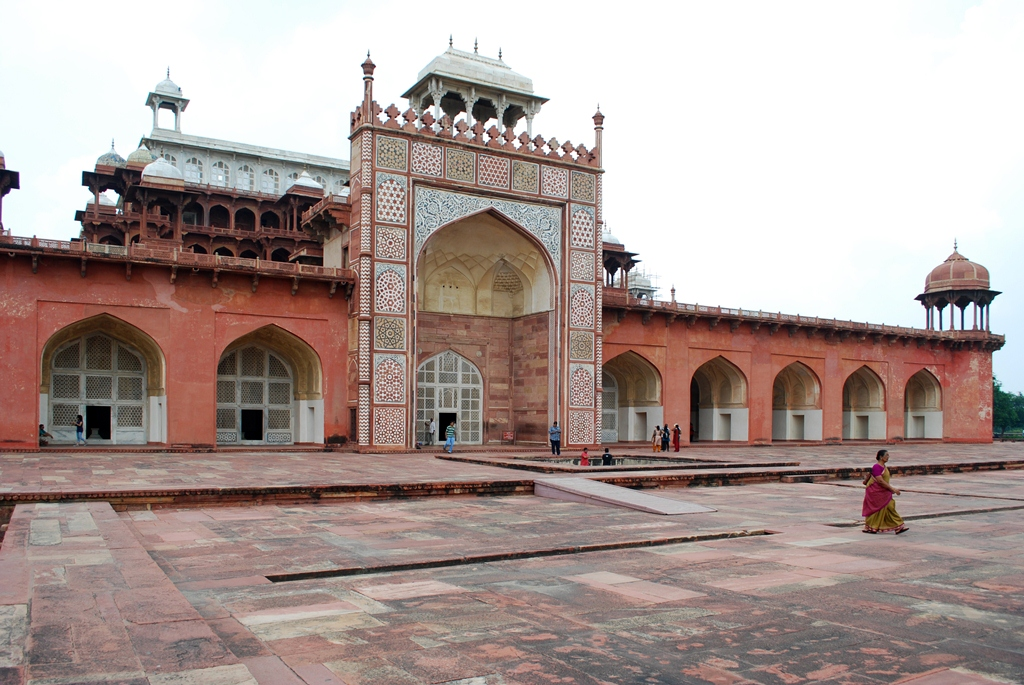
الواجهة الأمامية
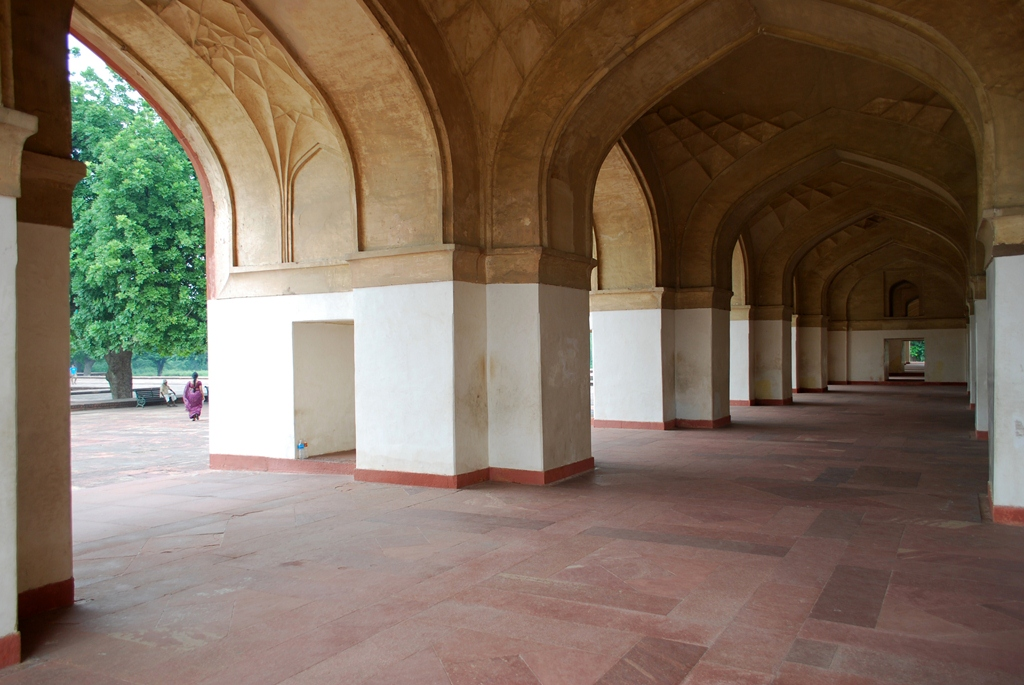
معرض محيطي حول النصب التذكاري
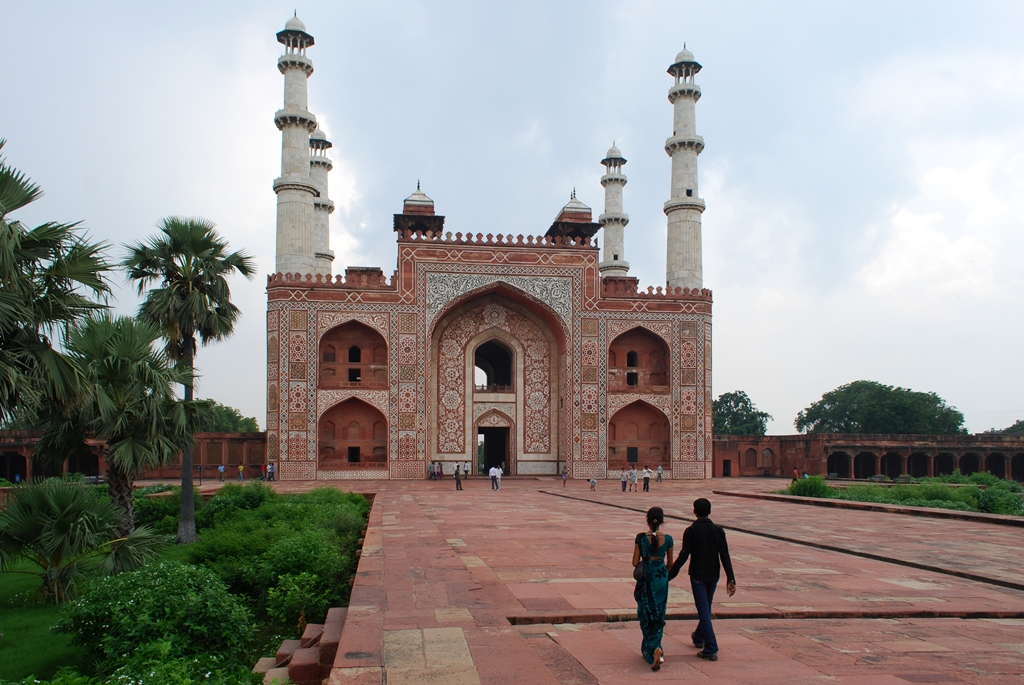
منظر البوابة الجنوبية من الداخل
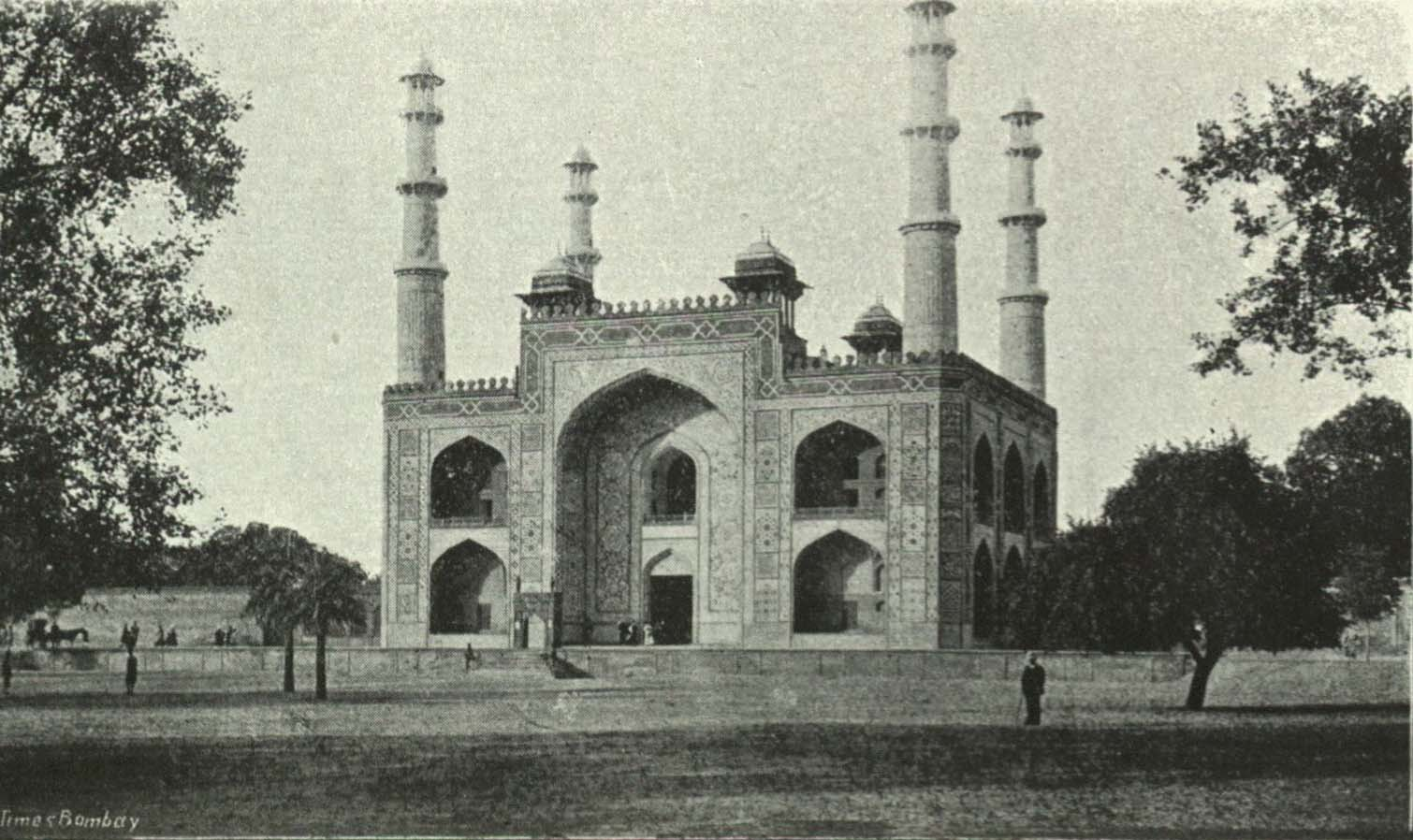
قبر أكبر ، ج. 1905
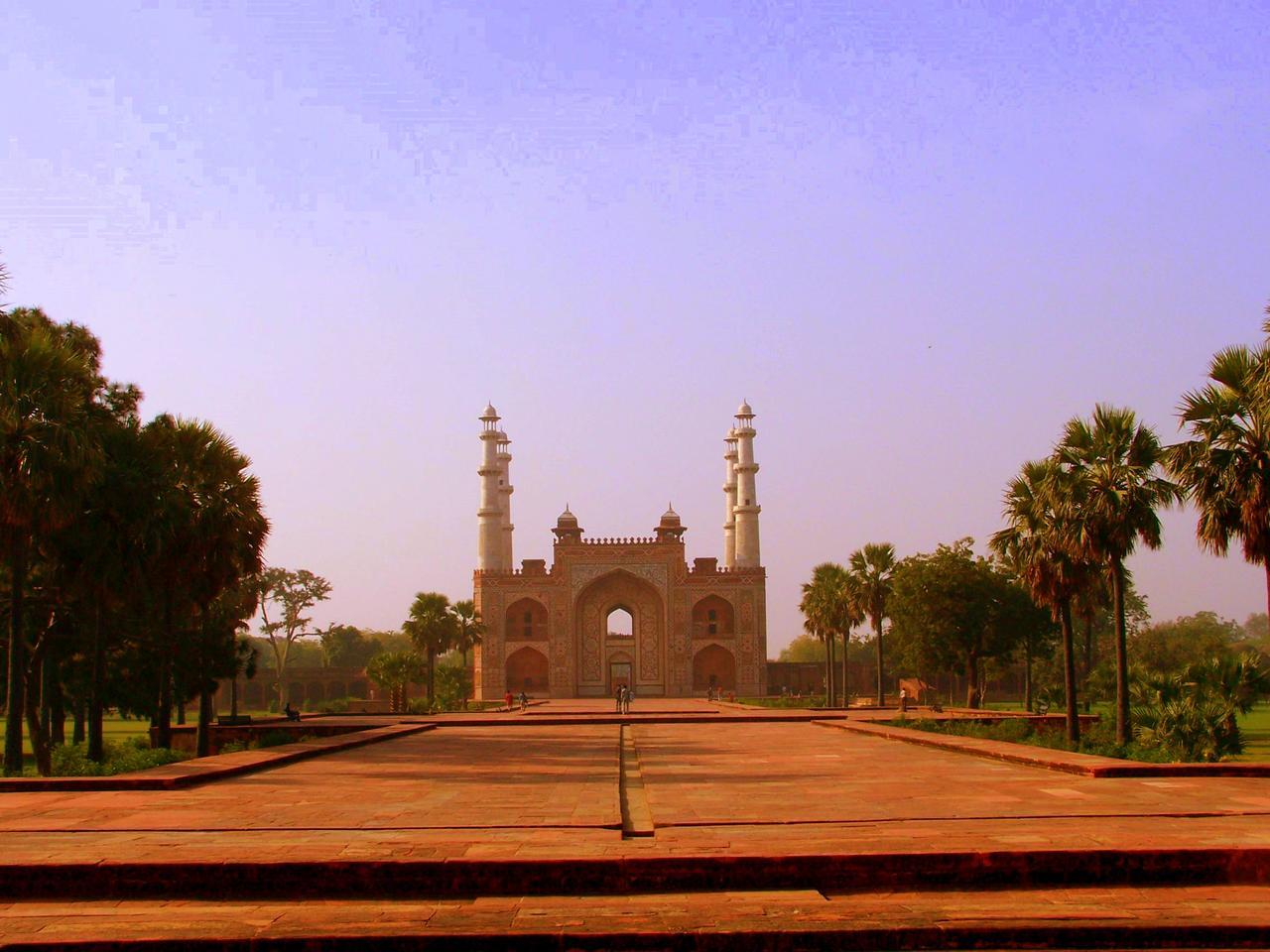
المدخل الرئيسي لمجمع ضريح أكبر من الداخل.
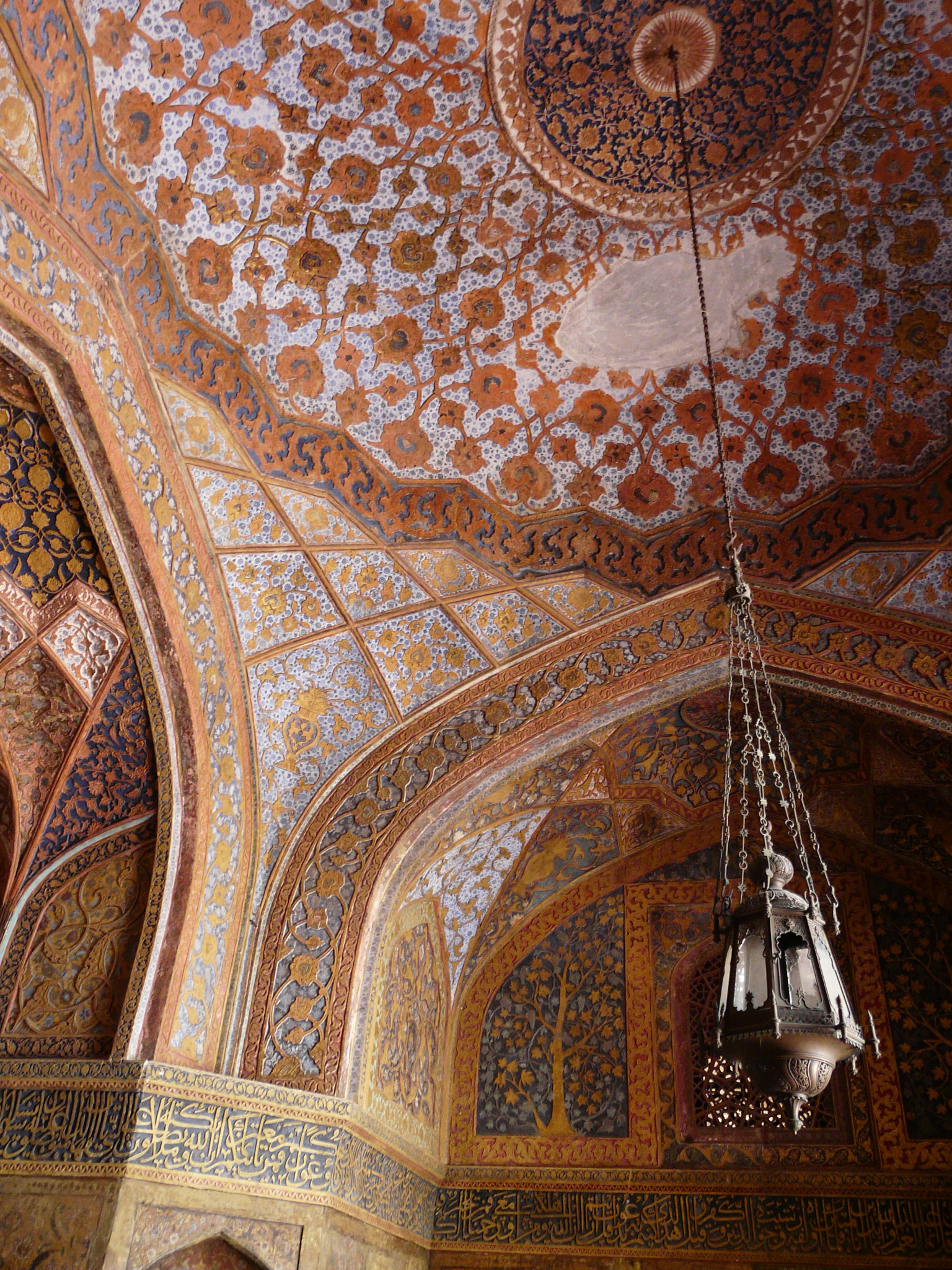
تفاصيل سقف القبر ، قبر أكبر ، سيكندرا
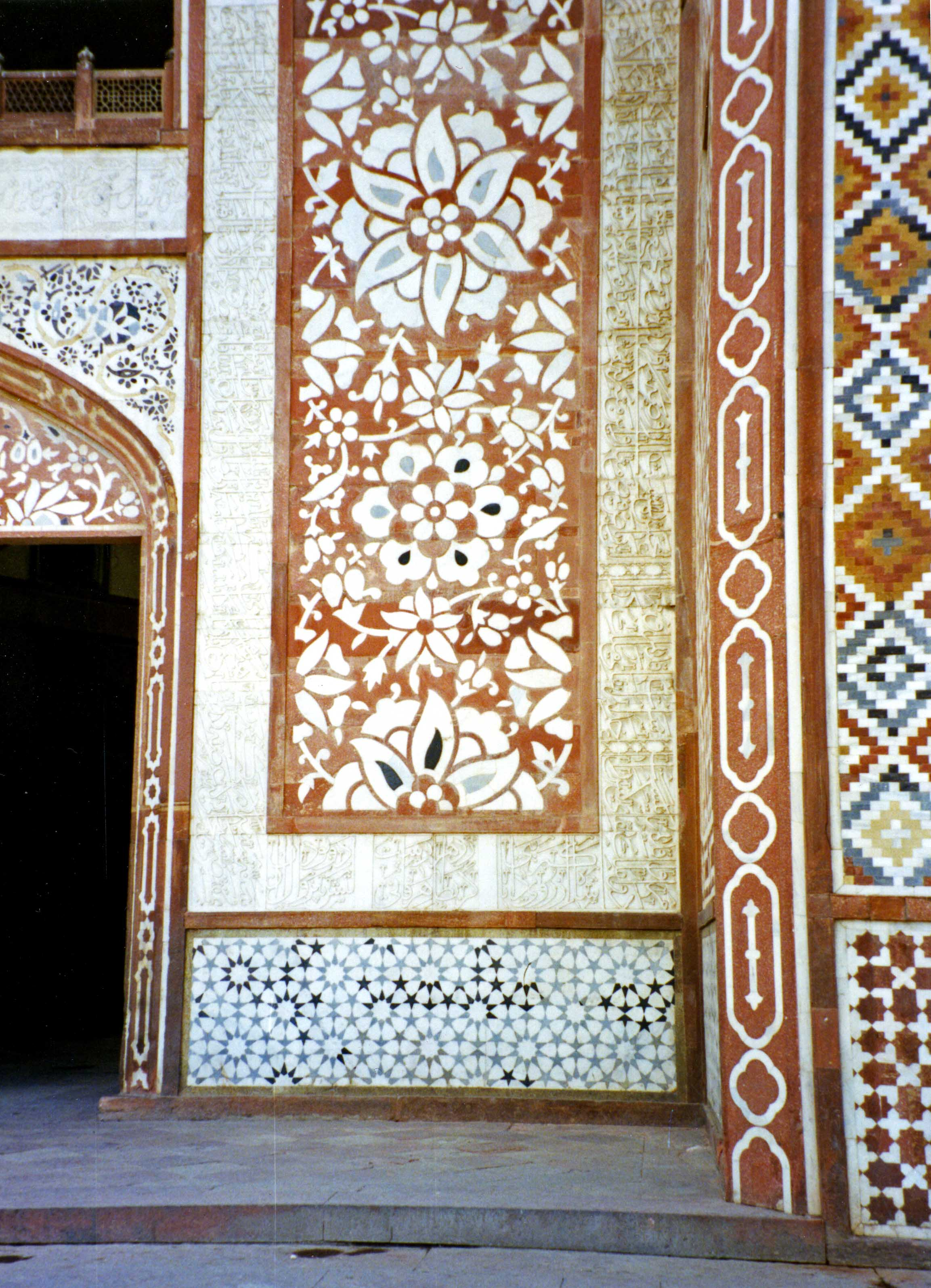
الألواح المرصعة على البوابة الجنوبية
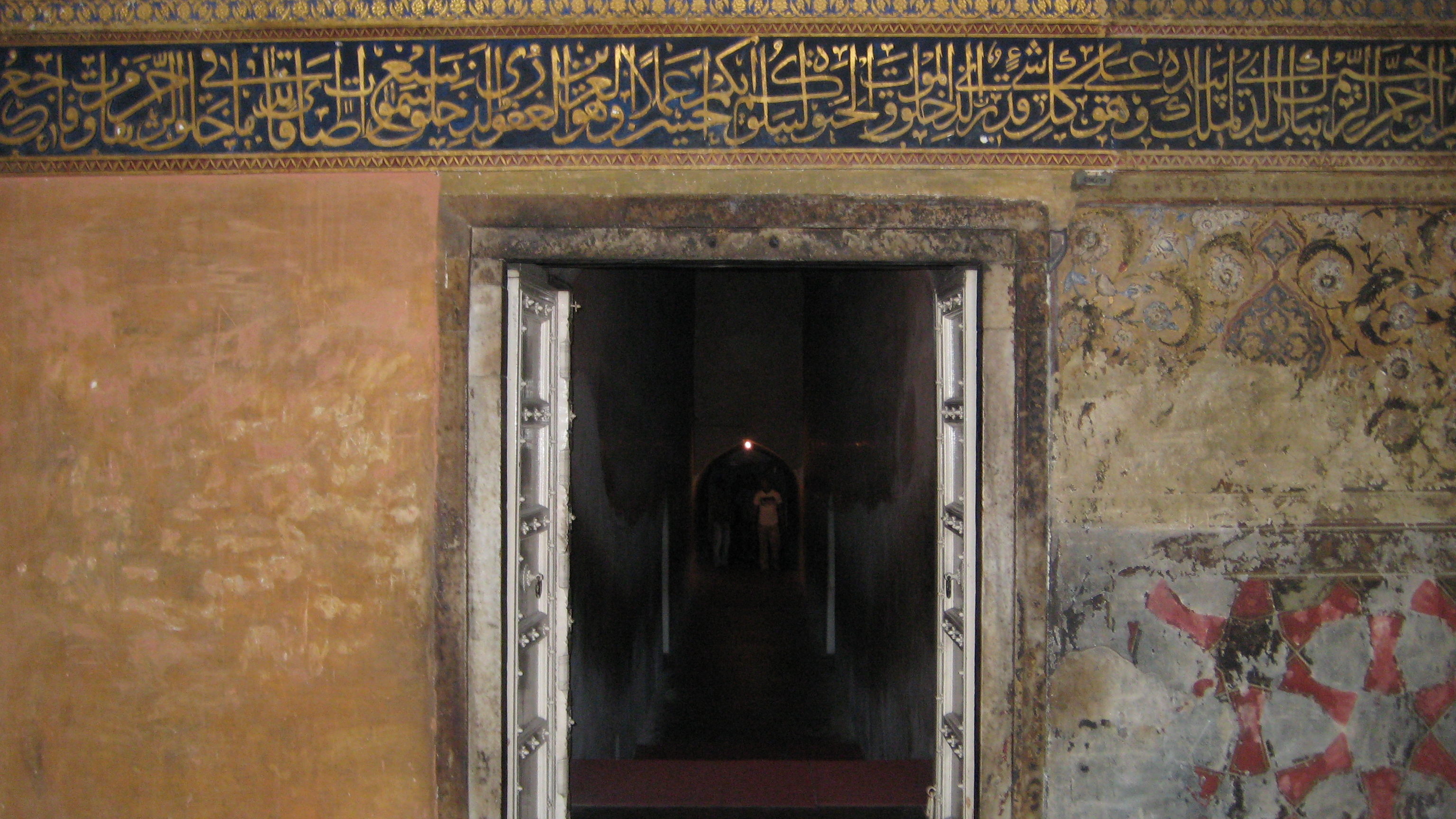
خط فوق مدخل حجرة الدفن الرئيسية.
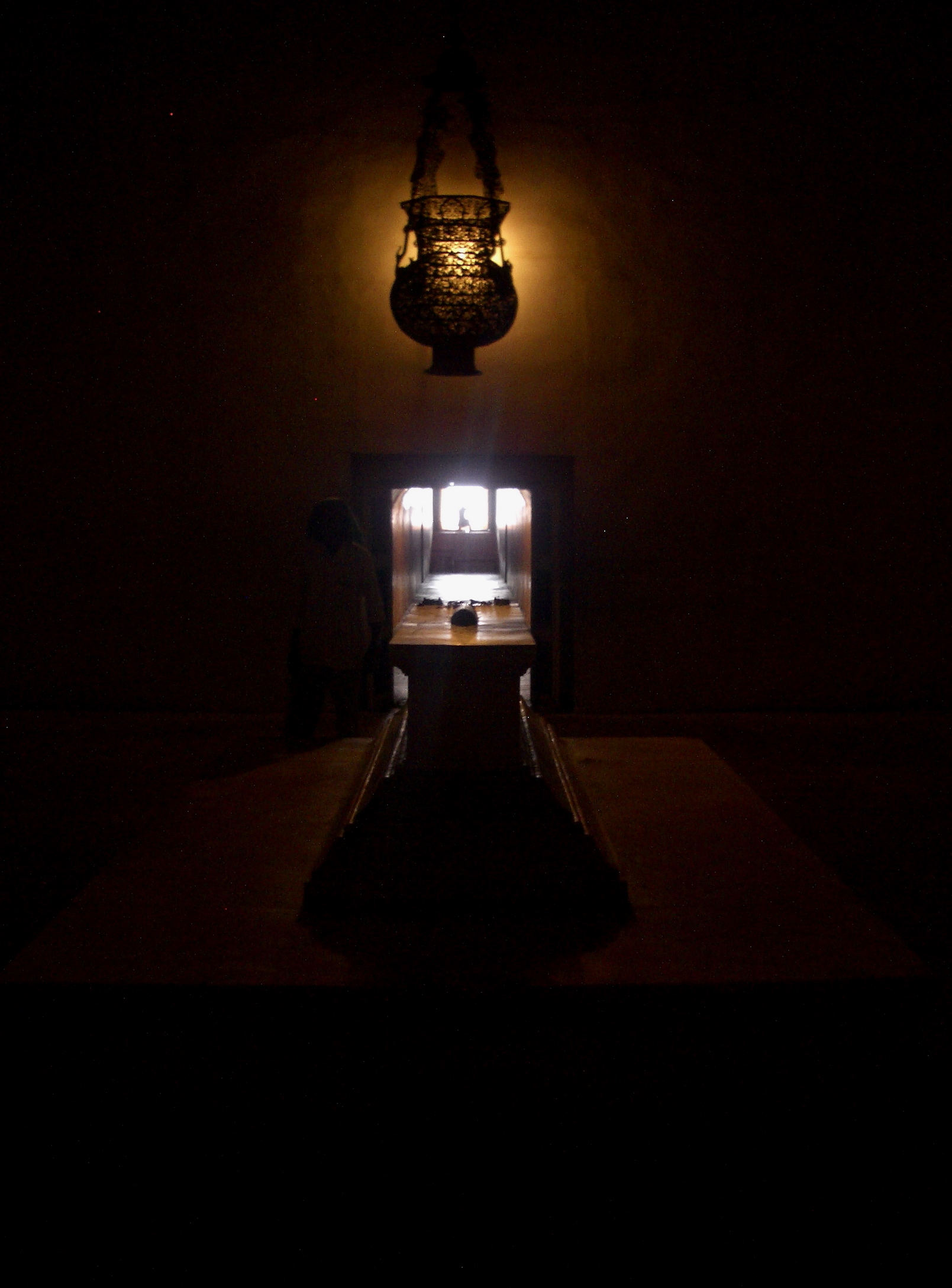
القبر الحقيقي لأكبر ، في قبو القبر.
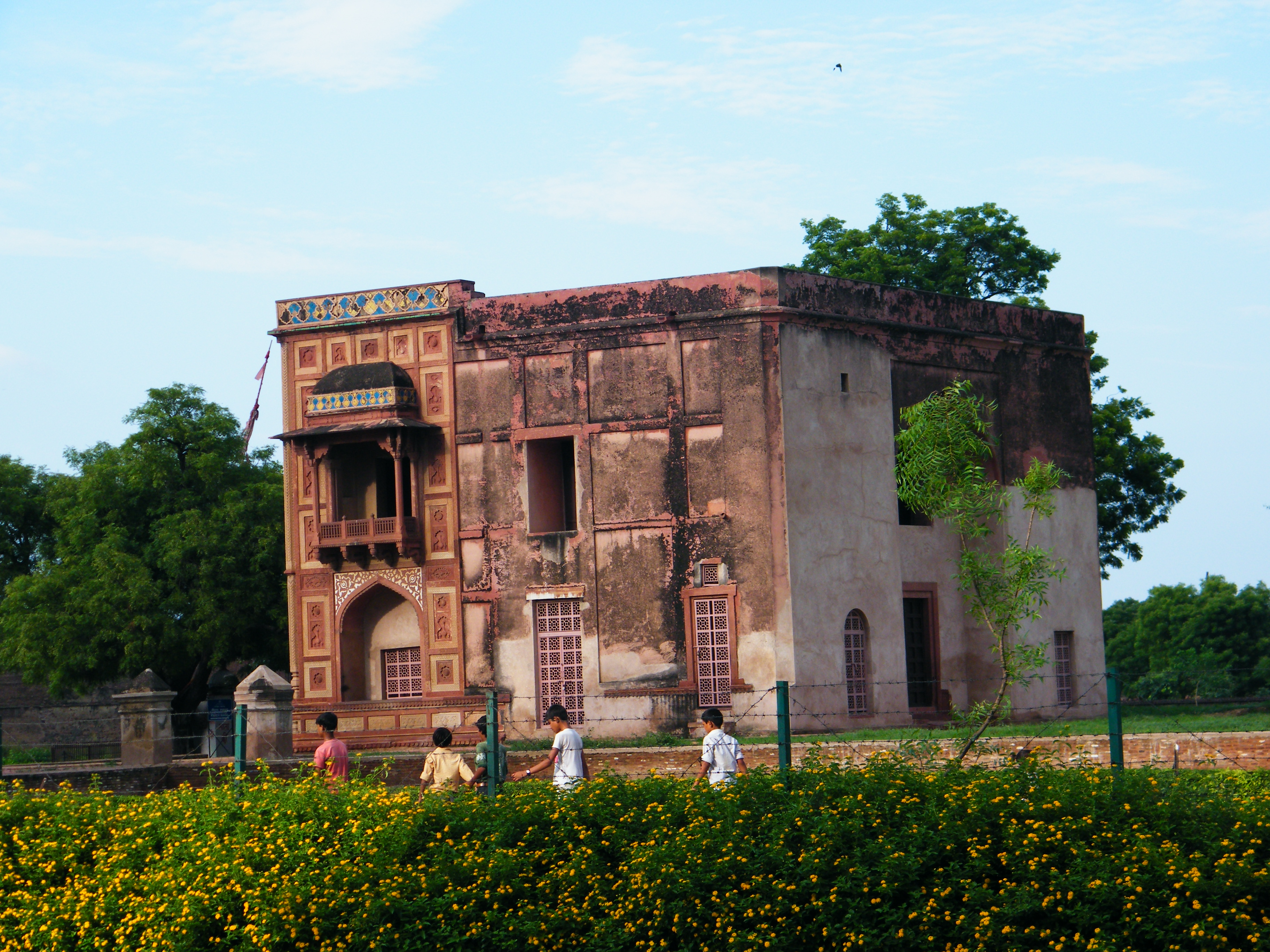
كانش محل ، الذي بناه جهانجير ، كربع حريم تم استخدامه لاحقًا كنزل للصيد.
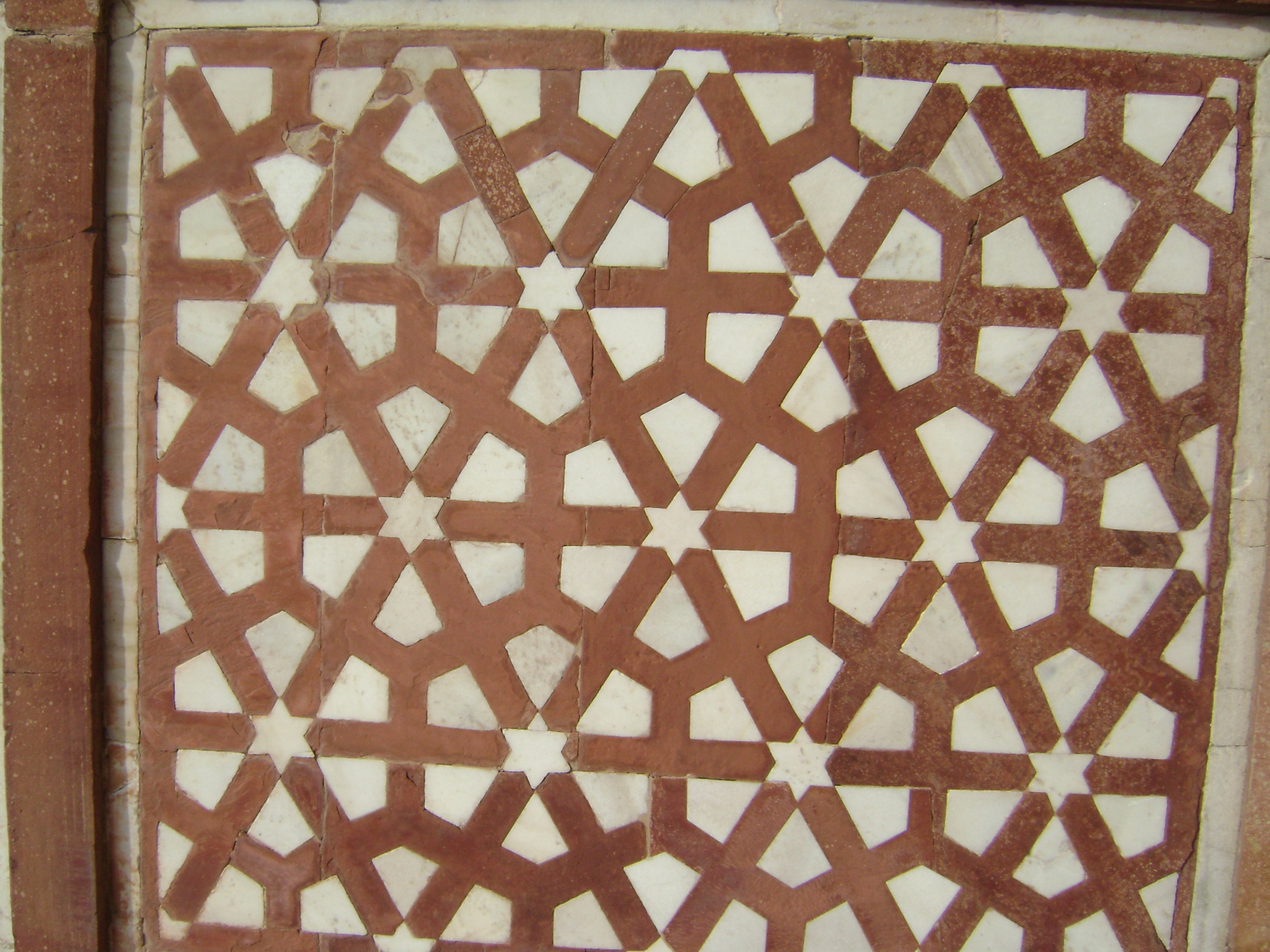
المغشولات بداخل قبر أكبر
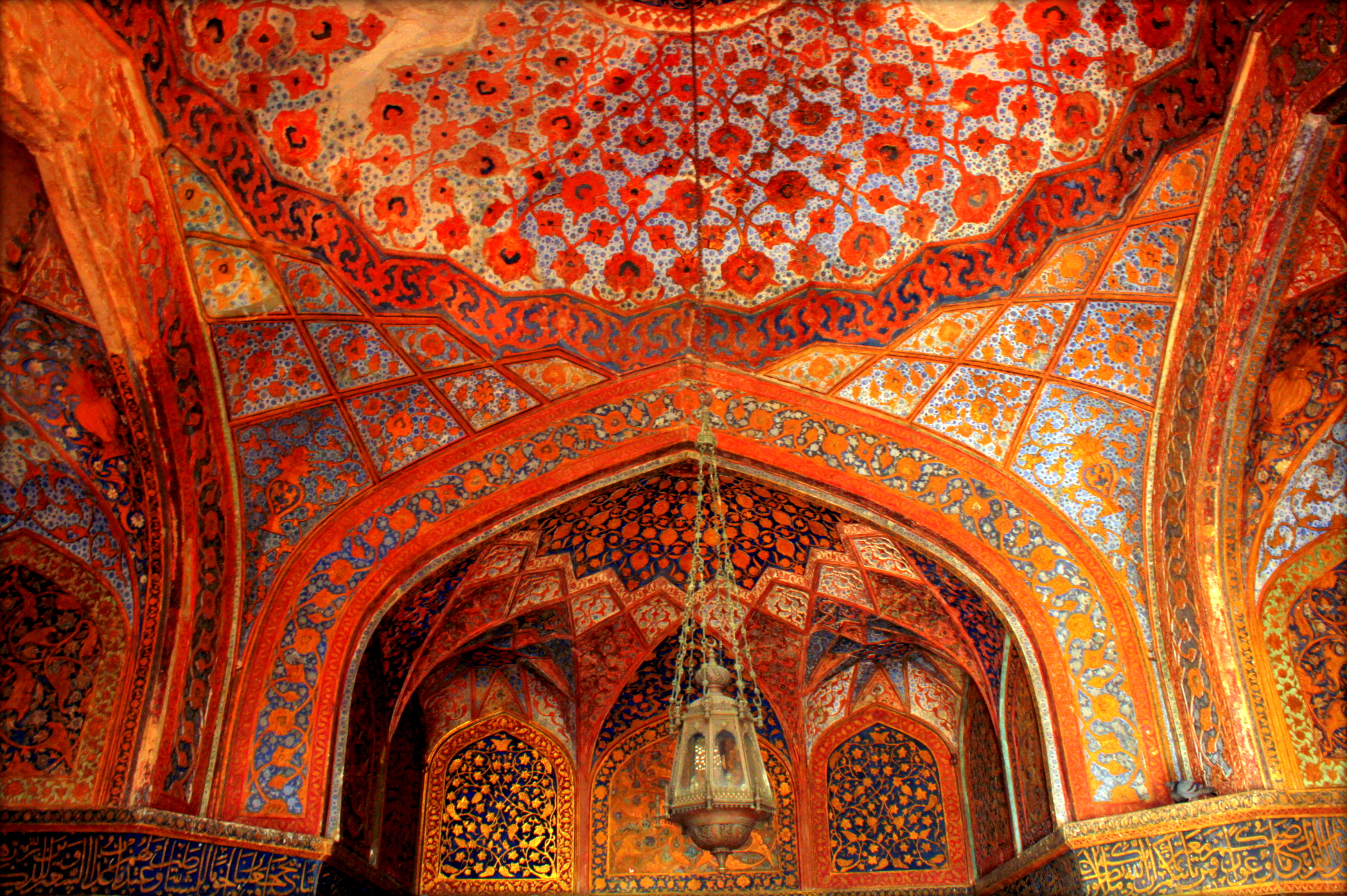
قوس المدخل (التفاصيل الداخلية) للنصب التذكاري الرئيسي
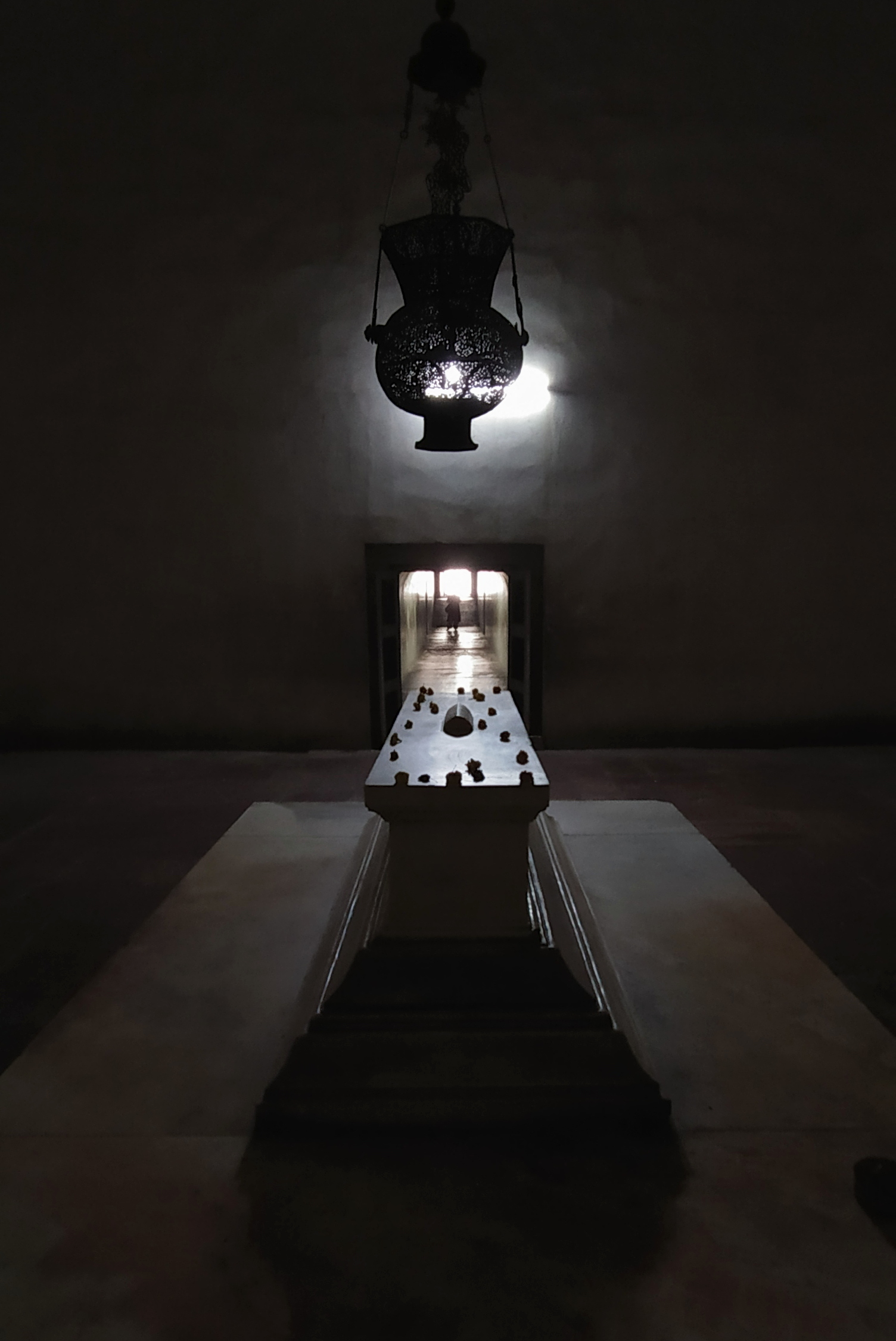
قبر أكبر في الطابق السفلي